# Cleveland (Utah)
Cleveland è una città degli Stati Uniti d'America, situata nello Stato dello Utah, nella Contea di Emery.